# Radio Boekarest
Radio Boekarest (Roemeens: Radio Bucureşti) is een Roemeens radiostation dat uitzendt vanuit de Roemeense hoofdstad Boekarest. In Roemenië is het te beluisteren via 98.3 FM. Buiten Roemenië kan men luisteren naar het radiostation via internet.